# Andobławatnik oliwkowy
Andobławatnik oliwkowy (Snowornis cryptolophus) – gatunek średniej wielkości ptaka z rodziny bławatnikowatych (Cotingidae). Występuje w Andach w Kolumbii, Ekwadorze i Peru. Nie jest zagrożony wyginięciem.

## Taksonomia
Po raz pierwszy gatunek opisali Philip Lutley Sclater i Osbert Salvin; nadali mu nazwę Lathria cryptolopha. Obecnie (2020) akceptowana przez IOC nazwa to Snowornis cryptolophus. Opis ukazał się w 1877 na łamach Proceedings of the Zoological Society of London. Holotyp pochodził ze wschodniego Ekwadoru; autorzy określili lokalizację jako Mongi (=Monji). Za holotyp posłużył samiec dostarczony przez niejakiego Buckleya. Holotyp S. c. mindoensis został odłowiony w regionie w Ekwadorze znanym jako Mindo; znajduje się w Muzeum Narodowym w Pradze. Nieznana osoba, która zdobyła okaz, przekazała go W.F.H. Rosenbergowi, brytyjskiemu handlarzowi i kolekcjonerowi różnorodnych zbiorów powiązanych z historią naturalną. Od Rosenberga okaz andobławatnika odkupił Josef von Seilern und Aspang, ornitolog i kolekcjoner, właściciel ziemi w gminie Lešná. Po II wojnie światowej rząd ówczesnej Czechosłowacji przepisał część zbiorów na syna Seilerna; ten w 1945 przekazał część zbiorów, m.in. wspomnianego andobławatnika nowego podgatunku, do Muzeum Narodowego w Pradze.
Dawniejsi autorzy umieszczali andobławatnika oliwkowego i szarosternego (S. subularis), z którym jest blisko spokrewniony, w rodzaju Lipaugus. Analiza morfologii i badania DNA wykazały słabe pokrewieństwo wspomnianych gatunków z rodzajem Lipaugus. Obecnie (2020) IOC umieszcza te dwa gatunki w rodzaju Snowornis. Wyróżnia dwa podgatunki S. cryptolophus: S. c. cryptolophus i S. c. mindoensis.

### Etymologia
Nazwa rodzajowa jest połączeniem nazwiska Davida Snowa (1924–2009), angielskiego ornitologa i ekologa, z greckim słowem ορνις ornis, ορνιθος ornithos – „ptak”. Epitet gatunkowy pochodzi z greki i oznacza „ukryty grzebień” (κρυπτος kruptos – „ukryty” oraz λοφος lophos – „grzebień”).

## Podgatunki i zasięg występowania
IOC wyróżnia następujące podgatunki:
- S. c. mindoensis (Hellmayr & Seilern, 1914) – zachodnie stoki Andów w Kolumbii (na południe od departamentu Antioquia) i północno-zachodnim Ekwadorze (prowincja Pichincha)[8]
- S. c. cryptolophus (Sclater, PL & Salvin, 1877) – wschodnie stoki Andów w Kolumbii (na południe od przedniej części doliny rzeki Magdalena) i Ekwadorze oraz wschodnie i centralne zbocza Andów w Peru (na południe po region Huánuco)[8]

## Morfologia
Długość ciała wynosi około 23,5–25 cm. Nie występuje wyraźny dymorfizm płciowy. Andobławatnik oliwkowy jest bardzo podobny do andobławatnika szarosternego. Przeważnie tylko samce posiadają częściowo ukrytą, czarną plamę na głowie (uwagę na tę cechę zwrócili autorzy oryginalnego opisu); u samic może być ona mocno zredukowana i brązowawa. Kantarek wraz z pokrywami usznymi są oliwkowe, z czego te drugie nieco jaśniejsze. Wierzch ciała przybiera barwę oliwkową, jaśniejszą na kuprze. Brązowe lotki ozdobione są oliwkowymi krawędziami, a lotki III rzędu mają oliwkowozielone całe chorągiewki zewnętrzne. Sterówki są nieco bardziej brązowe lub szare w stosunku do grzbietu. Od spodu ciała dominuje w upierzeniu kolor oliwkowy. Miejscami – w dolnej części gardła, na piersi i brzuchu – można dostrzec jaśniejsze pasy wzdłuż stosin, a na pokrywach podogonowych – barwę cytrynową. Pokrywy podskrzydłowe i okolice zgięcia skrzydła są cytrynowożółte, pozostałe pióra brązowe z cytrynowymi wewnętrznymi krawędziami lotek. Wygląd osobników młodocianych nie jest znany.

### Wymiary szczegółowe
Wymiary podano w mm.
| Płeć               | Długość skrzydła | D. dzioba   | D. ogona | D. skoku    |
| ------------------ | ---------------- | ----------- | -------- | ----------- |
| S. c. cryptolophus |                  |             |          |             |
| ♂♂                 | 130–141          | 22,33–24,12 | 98,5–110 | 25,14       |
| ♀♀                 | 129–133          | 21,96–24,58 | 96–107   | 22,26–25,52 |
| S. c. mindoensis   |                  |             |          |             |
| ♂♂                 | 120–127          | 21,3–24     | 91–100   | 23,95–28    |
| ♀♀                 | –                | –           | –        | –           |

## Ekologia

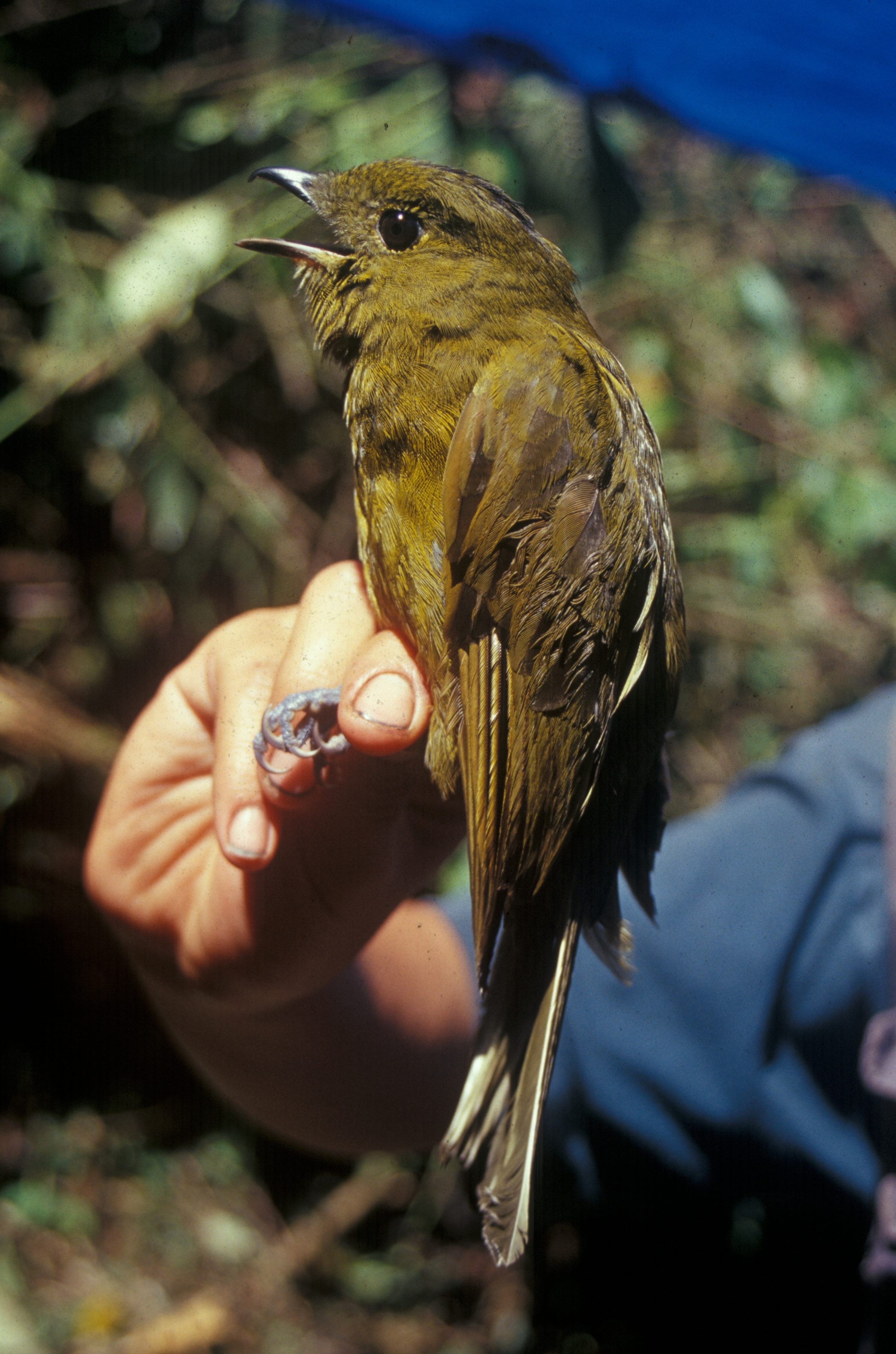
Osobnik sfotografowany w Ekwadorze, 2003

Andobławatnik oliwkowy zamieszkuje podszyt i środkowe piętra górskich lasów mglistych, niekiedy odwiedza ich obrzeża. Odnotowywany na wysokości 1200–2300 m n.p.m., jednak niekiedy schodzi do 900 m n.p.m. na zachodnich zboczach Andów w Kolumbii oraz do 1050 m n.p.m. w Peru. Zdaje się całkowicie brakować publikacji na temat odgłosów, jakie wydaje S. cryptolophus. Według osobistych doświadczeń G. Kirwana i G. Greena, opublikowanych w Cotingas and Manakins, gatunek przez większość czasu pozostaje w ciszy. Na nagraniu głosu podgatunku S. c. mindoensis ptak wydaje z siebie ostry terkot, urywający się gwałtownie po około sekundzie. Osobniki tego gatunku są trudne do dostrzeżenia i często podczas żerowania przebywają samotnie. Andobławatniki oliwkowe mogą dołączać do żerujących, wielogatunkowych stad (jednak są zdaniem autorów luźno połączone ze stadem), w których występują także osobniki gatunków takich jak brodacz czerwonogłowy (Eubucco bourcierii), liściowiec łuskoszyi (Anabacerthia variegaticeps), strzyż białogłowy (Campylorhynchus albobrunneus), habia Sztolcmana (Chlorothraupis stolzmanni) oraz zieleniec żółtogardły (Chlorospingus flavigularis). Przedstawiciele S. cryptolophus żywią się nasionami i owocami. Gromadzenie się ptaków na owocujących drzewach daje okazję do łatwiejszego niż zazwyczaj zaobserwowania tego andobławatnika.

### Lęgi
Wszystkie informacje dotyczące lęgów, jakie zostały dotychczas (2015) poznane, zostały opublikowane po raz pierwszy w Cotingas and Manakins Kirwana i Greena; wcześniej biologia rozrodu andobławatnika oliwkowego pozostawała całkowicie nieznana. Pod koniec listopada 2008 roku w Ekwadorze (w Reserva Paz de las Aves) odkryto gniazdo umiejscowione około 4,5 m nad ziemią. Była to konstrukcja o kształcie stosunkowo płytkiego kubeczka, umiejscowionego na częściowo omszonej gałęzi. Budulec stanowiły prawdopodobnie ciemne gałązki oraz wąsy czepne. W gnieździe znajdowało się jedno pisklę pokryte białym puchem, bardziej ciemnoszarym na głowie i grzbiecie. Ptak opiekujący się młodym siedział na gnieździe, nie mieszcząc się w nim – pierś i ogon wystawały poza obrys gniazda. Kolejne gniazdo odkryto w tym samym rezerwacie we wrześniu 2010. Mieściło się 9 m nad ziemią, na drzewie nieopodal strumyka.

## Status
IUCN uznaje andobławatnika oliwkowego za gatunek najmniejszej troski (LC, Least Concern) nieprzerwanie od 1988 roku. Liczebność populacji nie została oszacowana, ale ptak ten opisywany jest jako rzadki. BirdLife International ocenia trend populacji jako spadkowy ze względu na wylesianie Amazonii.